# سلمى الحفار الكزبري
سلمى لطفي الحفَّار الكُزْبَري (1340- 1427 هـ / 1922- 2006 م)، باحثة وكاتبة وأديبة سورية. حاصلة على جائزة الملك فيصل العالمية في اللغة العربية والأدب عام 1995، في موضوع "الدراسات التي تناولت أعلام الأدب العربي الحديث ". وهي ابنة رئيس وزراء سورية لطفي الحفَّار، وزوجة الحقوقي والدبلوماسي الدكتور نادر الكزبري.

## سيرتها
وُلدت سلمى بنت لطفي الحفَّار الكُزْبَري في دمشق، في جُمادى الأولى 1340هـ الموافق أوائل يناير عام 1922م، كما ذكرت هي نفسها، في بيت عُرف بالسياسة والوطنية. تلقت دراستها الابتدائية والإعدادية والثانوية في مدرسة راهبات الفرنسيسكان في دمشق، أتقنت خلالها اللغة الفرنسية وتعلمت الإنكليزية.. كان لمكتبة والدها الغنية بكتب التراث العربي فضل كبير في إنماء وتوسيع معارفها وثقافتها. إضافة إلى الفرنسية والإنكليزية مكّنتها إقامتها في إسبانيا من تعلّم اللغة الإسبانية، وهذا ما مكّنها من إلقاء محاضرات في مدريد وبرشلونة عن المرأة العربية في التاريخ. أسست الأديبة الراحلة عام 1945 جمعية «مبرّة التعليم والمواساة» التي أخذت على عاتقها تربية الأطفال اللقطاء منذ ولادتهم وحتى بلوغهم السابعة من العمر.. شاركت في عدة مؤتمرات اقتصادية اجتماعية عالمية، كما شغفت بالموسيقى العالمية وتعلمت العزف على البيانو على يدي الأستاذ بيلينغ الروسي وكانت قد عرفت أبجديته وهي طفلة على أيدي الراهبات.. كان لأسفارها الكثيرة في أوروبا والأمريكيتين والهند وإيران في تعرّفها إلى مشاهير الأدباء والشعراء حيث تبادلت معهم الرسائل فيما بعد.
نالت الأديبة الراحلة جائزة الملك فيصل العالمية للأدب العربي سنة 1995، كما فازت بجائزة البحر الأبيض المتوسط الأدبية من جامعة بالرمو في صقلية سنة 1980، إضافة إلى نيلها وسام «شريط السيدة» من إسبانيا سنة 1965.

## آثارها الأدبية
كانت في عمر السادسة عشرة حين نشرت أولى مقالاتها في مجلة «الأحد» في دمشق وجريدة «أصداء سورية» التي كانت تصدر بالفرنسية وكتبت «يوميات هالة»، وهي مذكرات أهدتها إلى روح الزعيم سعد الله الجابري، وكان والدها قد أطلع الشاعر بدوي الجبل على هذه المذكرات فاقترح عليه نشرها دون أي تعديل. تنوعت كتابات سلمى الحفار الكزبري بين القصة القصيرة والرواية والسيرة والشعر والمقالة والدراسة الأدبية والتحقيق.. فقد أصدرت ثلاثة دواوين باللغة الفرنسية هي: «الوردة الوحيدة» 1958، و «نفحات الأمس» 1966، وكذلك ديوان «بوح» إضافة إلى مجموعة شعرية كتبتها باللغة الإسبانية بعنوان «عشية الرحيل». من قصصها القصيرة نذكر: «حرمان» 1952، «زوايا» 1955، «الغريبة» 1966، «حزن الأشجار»1986.. وفي الرواية كتبت: «عينان من اشبيلية» 1965، «البرتقال المر» 1975. أما في السيرة فلها: «نساء متفوقات» 1961 وكذلك «عنبر ورماد» 1970، «جورج صاند» 1979 و (مي زيادة) أو مأساة النبوغ» سنة 1987. الأديبة الكزبري كانت ترى دور الأدب في المجتمع دوراً موجهاً يغني مكتبات الأمة، يغذي الأجيال الناشئة، وعندما يكون هناك إنتاج أدبي ثري فهذا إثراء للمجتمع.. فتراثنا الأدبي الضخم كان من أسباب تألق الحضارة العربية في بلادنا وفي الغرب.. فالأدب ليس مسألة قيمة بقدر ما هو ركن أساس في تطور المجتمع.

## نصـف قـرن من العطاء
السيدة سلمى الحفار الكزبري أديبة قاصة وروائية وشاعرة وباحثة ومحققة وكاتبة سيرة. ولدت في دمشق في الأول من أيار عام 1923 في بيت عريق اشتهر بالسياسة والوطنية والعلم، فوالدها لطفي الحفار (1888-1968) كان أحد أقطاب الكتلة الوطنية في سورية أيام الانتداب الفرنسي وبعد الاستقلال، ونائباً في البرلمان السوري لعدة دورات، ووزيراً للمالية والداخلية ورئيساً للوزراء عام 1939. تلقت دراستها الابتدائية والإعدادية والثانوية في مدرسة راهبات الفرنسيسكان بدمشق، حيث مكثت تسع سنوات أتقنت خلالها اللغة الفرنسية وتعلمت الإنكليزية، وكان من مدرِّساتها فيها الأديبة الدمشقية الرائدة ماري عجمي (1888- 1965) كما درست العلوم السياسية بالمراسلة في الجامعة اليسوعية في بيروت دون أن تكملها، وكان لمكتبة والدها الغنية بكتب التراث العربي فضل كبير على إغناء ثقافتها.
تزوَّجها عام 1941 «محمد كرامي» شقيق الزعيم اللبناني عبد الحميد كرامي في طرابلس (لبنان)، ورُزقت منه طفلًا، لكنَّها ترمَّلت بعد ولادته، فأثَّرت فيها هذه الفاجعة تأثيراً كبيراً، ولم يعزها بعدها إلا انكبابها على الدراسة ونهل العلم والمعرفة. ثم تزوَّجها عام 1948 الدكتور الحقوقي الدبلوماسي «نادر الكزبري»، ورُزقت منه ابنتين، وكان أستاذاً في كلية الحقوق بجامعة دمشق وعضواً في مجلس شورى الدولة، ثم سفيراً لسورية في كل من الأرجنتين وتشيلي وإسبانيا. استطاعت خلال مدة إقامتها في هذه البلدان تعلّم اللغة الإسبانية، والقيام بنشاطات ثقافية واسعة في الجمعيات والنوادي الثقافية والفنية والأدبية، وبعد عودتها إلى دمشق انتسبت إلى المركز الثقافي الإسباني حيث درست جدياً اللغة والأدب والتاريخ مدة عامين ونالت دبلوماً رسمياً.
مكنها تعلمها اللغة الإسبانية من إلقاء عدة محاضرات في مدريد وبرشلونة عن المرأة العربية والشاعرة الأندلسية ولاّدة بنت المستكفي وعاشقها ابن زيدون. أسست عام 1945 مع رفيقاتها الشابات «جمعية مبرة التعليم والمواساة» التي أخذت على عاتقها تربية الأطفال اللقطاء منذ ولادتهم حتى بلوغهم السنة السابعة من العمر وشاركت في عدة مؤتمرات نسائية منها المؤتمر الاقتصادي الاجتماعي في هيئة حقوق المرأة الذي عقد عام 1949 في مبنى اليونسكو في بيروت وكتبت للصحافة والإذاعة، وأسهمت في عدة ندوات أدبية، وألقت الكثير من المحاضرات بالعربية والفرنسية والإسبانية في كل من دمشق وإسبانيا والأرجنتين وإيران وبغداد وبيروت وتونس. شُغفت بالموسيقا الكلاسيكية وتعلمت العزف على البيانو منذ طفولتها عند الراهبات أولاً، ثم على يدي الأستاذ بيلنغ الروسي، كما أولعت بالرياضة ولا سيما رياضة التنس، والسباحة والتصوير الضوئي وتعرفت خلال أسفارها الكثيرة إلى أوروبا والأمريكيتين والهند وإيران على مشاهير الأدباء والشعراء، وتبادلت معهم الرسائل، ونالت جائزة الملك فيصل العالمية للأدب العربي عام 1995 وقد جاءت هذه الجائزة بمثابة تكريس لها كأديبة مبدعة في الساحة العربية، كما فازت بجائزة البحر الأبيض المتوسط الأدبية من جامعة باليرمو في صقلية عام 1980، ووسام «شريط السيدة» من إسبانيا عام 1965.

## آثارها الأدبية
نشرت سلمى أولى مقالاتها وهي في السادسة عشرة في مجلة «الأحد» التي كان يصدرها إيليا شاغوري بدمشق، وجريدة «أصداء سورية» التي كانت تصدر بالفرنسية، وكتبت مذكراتها بالعربية وهي في السابعة عشرة تحت عنوان «يوميات هالة» وأهدتها إلى روح الزعيم سعد الله الجابري، وحين اطلع عليها والدها الشاعر بدوي الجبل (1905-1981) على هذه المذكرات اقترح عليه ان تنشرها دون أي تعديل.
كتبت سلمى في معظم الفنون الأدبية، وتنوعت كتبها بين القصة القصيرة والرواية والسيرة والشعر والمقالة والدراسة الأدبية والتحقيق...فمن قصصها القصيرة «حرمان» 1952 و «زوايا» 1955، و«الغريبة» 1966، و«حزن الأشجار» 1986. ومن رواياتها «عينان من أشبيلية» 1965، و «البرتقال المر» 1975..ولها في السيرة«نساء متفوقات»1961 و«عنبر ورماد» (سيرة ذاتية) 1970، و «جورج صاند» 1979، و«مي زيادة أو مأساة النبوغ» 1987. كما قامت بجمع رسائل جبران خليل جبران التي كتبها إلى مي زيادة ونشرتها -بالاشتراك مع الدكتور سهيل بديع بشروئي- تحت عنوان«الشعلة الزرقاء» 1979، و «رسائل مي زيادة إلى أعلام عصرها» 1982..
جمعت أربع محاضرات من محاضراتها ونشرتها عام 1971 تحت عنوان «في ظلال الأندلس» وهي: «عاشقا قرطبة، ولادة وابن زيدون» التي ألقتها باللغة الإسبانية في مدريد 1967 وباللغة العربية في دار الثقافة (ابن خلدون) في تونس في العام نفسه، و«المرأة العربية» التي ألقتها باللغة الإسبانية في مدريد 1963، و «أثرنا في إسبانيا» التي ألقتها باللغة العربية في المنتدى الاجتماعي بدمشق 1965، و«الأعياد والتقاليد في إسبانيا» التي ألقتها في الندوة الثقافية النسائية بدمشق 1966. كذلك أصدرت ثلاثة دواوين باللغة الفرنسية هي «الوردة الوحيدة» 1958، و «نفحات الأمس» 1966، و«بوحي» وديواناً واحداً باللغة الإسبانبة عنوانه «عشية الرحيل». أما مقالاتها فقد جمعتها في كتاب «الحب بعد الخمسين» الذي صدر عام 1989 وأهدته إلى والدها لطفي الحفار وضم اثنتين وثلاثين مقالة تحدثت فيها عن الحب والحرب، والحب والشيخوخة وحب الطيور وحب الحرية، وحب الأرض، وحب الله.
ختمت الكتاب برسالة حب وجهتها إلى أحفادها قائلة لهم: «لتكن حياتكم في القرن الحادي والعشرين رافلة بالهناء، وأعمالكم مكللة بالنصر، افتحوا قلوبكم للحب هذا الشعاع السماوي الذي هو أهم زاد في الوجود، وأفضل سلاح يحميكم من عاديات الزمان، فالحب فضيلة يزودكم بالإيمان، ويغذيكم بالتفاؤل، ويحثكم على العطاء...»
وقد أصدرت أخيراً كتاب «لطفي الحفار: مذكراته وحياته وعصره» وهو سيرة حياة والدها الذي ائتمنها على مذكراته التي كتبها في مختلف مراحل حياته ونضاله، وعلى الوثائق المتصلة بأعماله، والمهام الرسمية التي قام بها، والمناصب الحكومية التي شغلها، كما سلمها الرسائل التي تبادلها مع معاصريه على مدى ستين عاما.

### من مؤلفاتها
1. يوميات هالة- رواية- دمشق 1950.
2. حرمان- قصص- القاهرة 1952.
3. زوايا- قصص- القاهرة 1952.
4. أشعار، بالفرنسية، الأرجنتين 1958.
5. نساء متفوقات- دراسة- بيروت 1961.
6. عينان من اشبيلية- رواية- 1965.
7. الغربية- قصص- 1966.
8. شعر- بالفرنسية- باريس 1966.
9. عنبر ورماد- سيرة ذاتية- بيروت 1970.
10. البرتقال المر- رواية- بيروت 1974.
11. الشعلة الزرقاء- رسائل إلى جبران- تحقيق مع بشروئي 1979.
12. نفحات ريح الأمس.
13. الحب بعد الخمسين- مذكرات 1989.
14. مي أو مأساة النبوغ- دراسة.
15. مي وأعلام عصرها- دراسة.

## وفاتها
توفيت سلمى الحفَّار في بيروت، يوم الجمعة 17 رجب 1427هـ الموافق 11 أغسطس (آب) 2006م.

## الملاحظات
1. ↑  ورد تاريخ ولادتها في كتاب "من هم في العالم العربي" لجورج فارس بتاريخ: أول مايو (أيَّار) 1923، وتابعه على هذا جُلُّ كتب التراجم. ولكنها كانت ذكرت في مقالة لها في مجلة العربي الكويتية بعنوان: "عاشق دمشق يتجول في الأندلس" العدد 550، عام 2004، ذكرت أن نزار قباني وُلد في دمشق في 21/ 3/ 1923، ثم قالت: وأنا وُلدت قبله بعام وبضعة شهور.